# Padatlovník
Padatlovník (Archontophoenix) je rod palem, rozšířený v počtu 6 druhů výhradně ve východní Austrálii. Většina druhů jsou endemity Queenslandu. Jsou to pohledné, štíhlé palmy se zpeřenými listy a bohatými převislými květenstvími. Bývají pěstovány jako okrasné palmy. Nejčastěji pěstovaným druhem je Archontophoenix alexandrae, který je považován za nejkrásnější palmu Austrálie. Nejodolnější je Archontophoenix cunninghamiana, který je možno pěstovat i v subtropech a teplých oblastech mírného pásu.

## Popis
Padatlovníky jsou středně velké až vysoké, jednodomé, beztrnné, solitérně rostoucí palmy, dorůstající výšky až 30 metrů. Kmen bývá štíhlý, s málo zřetelnými až vystouplými listovými jizvami, na bázi více či méně ztlustlý. Listy jsou zelené, zpeřené, vzpřímené nebo rozestálé, někdy na bázi ohnuté do pravého úhlu, krátce řapíkaté, s jednoduše přeloženými úkrojky, po uschnutí čistě opadávající. Listové pochvy jsou trubkovité a tvoří na vrcholu kmene výraznou válcovitou strukturu, pod jejíž bází se objevuje květenství.
Květenství jsou bohatá, zprvu vzpřímená, později rozestálá až převislá, větvená do 3 nebo řidčeji do 4 řádů, velmi krátce stopkatá. Květy jsou růžové, purpurové, smetanové nebo žluté, jednopohlavné, s trojčetným volným kalichem i korunou, v rámci květenství uspořádané v triádách s jedním samičím květem uprostřed a dvěma samčími po stranách. Samčí květy jsou nepravidelné a obsahují asi 12 až 14 tyčinek s krátkými nitkami. Samičí květ je pravidelný, s vejcovitým semeníkem obsahujícím jednu komůrku s jediným vajíčkem. Nese 3 zahnuté blizny. Zralé plody jsou růžové nebo červené, kulovité až elipsoidní, s hladkým povrchem, na vrcholu se zbytky blizen. Dužnina (mezokarp) je tenká, měkká a dužnatá, pecka (endokarp) tenkostěnná a křehká. Endosperm je ruminátní.

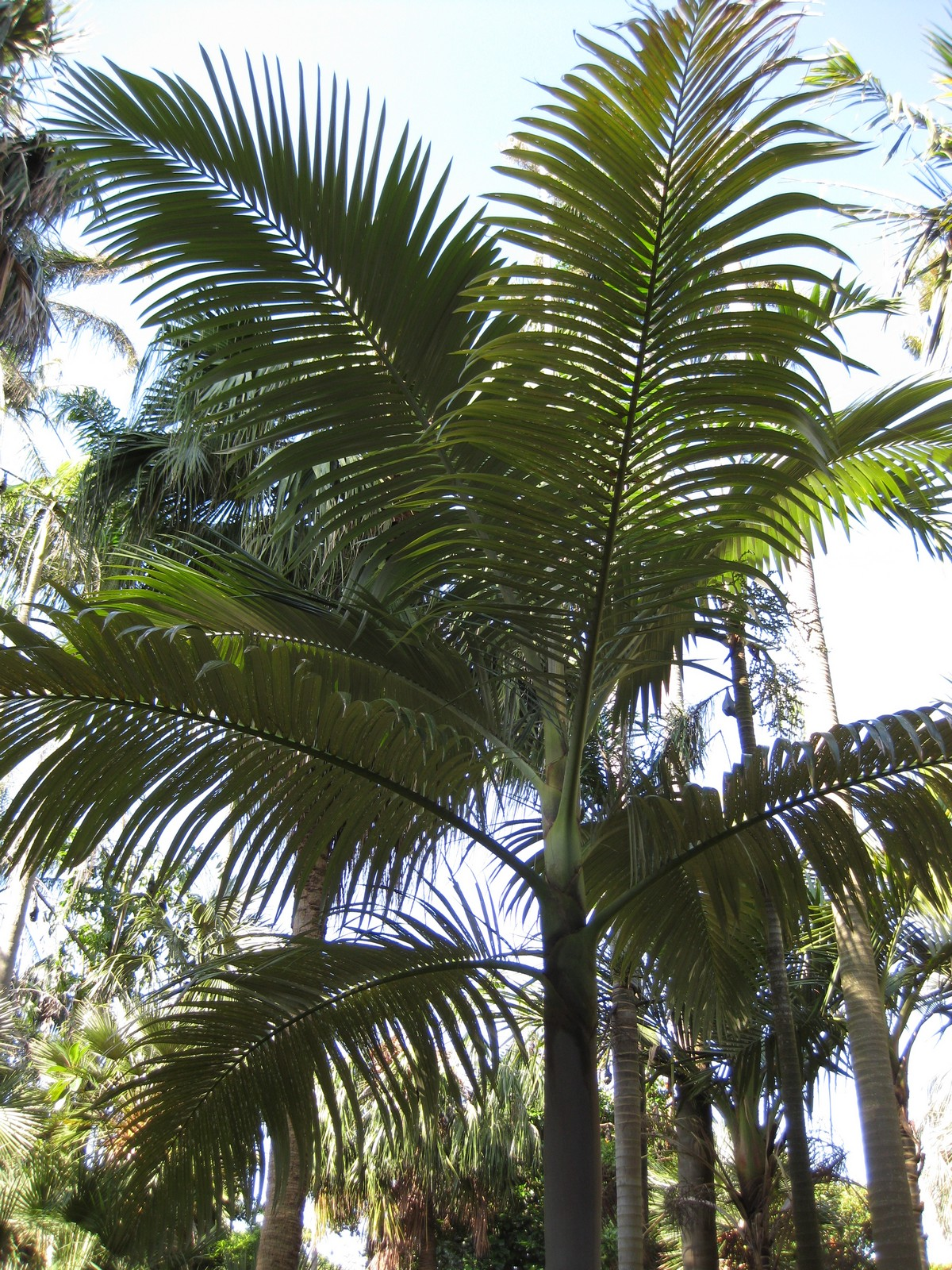
Archontophoenix purpurea
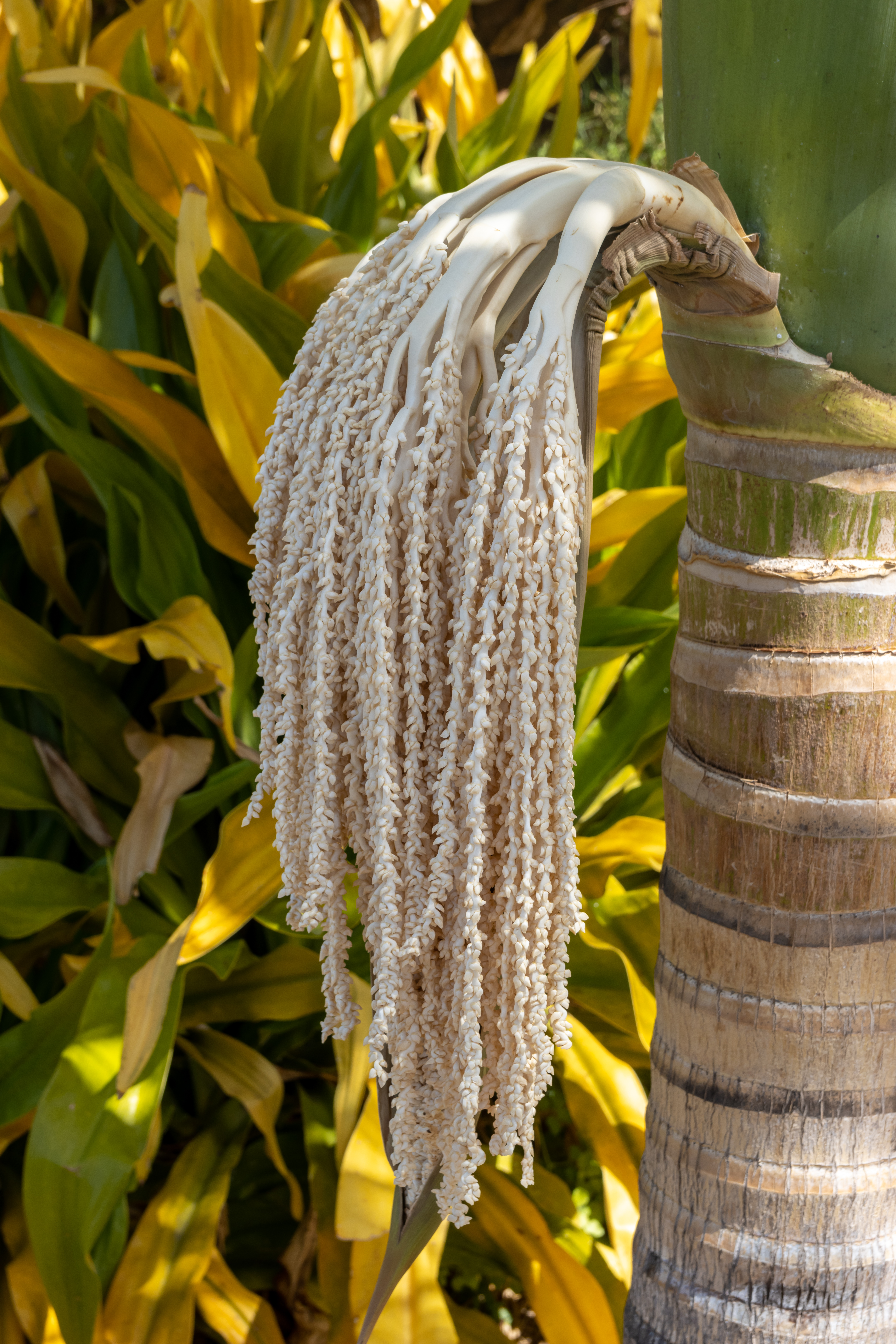
Květenství Archontophoenix tuckeri
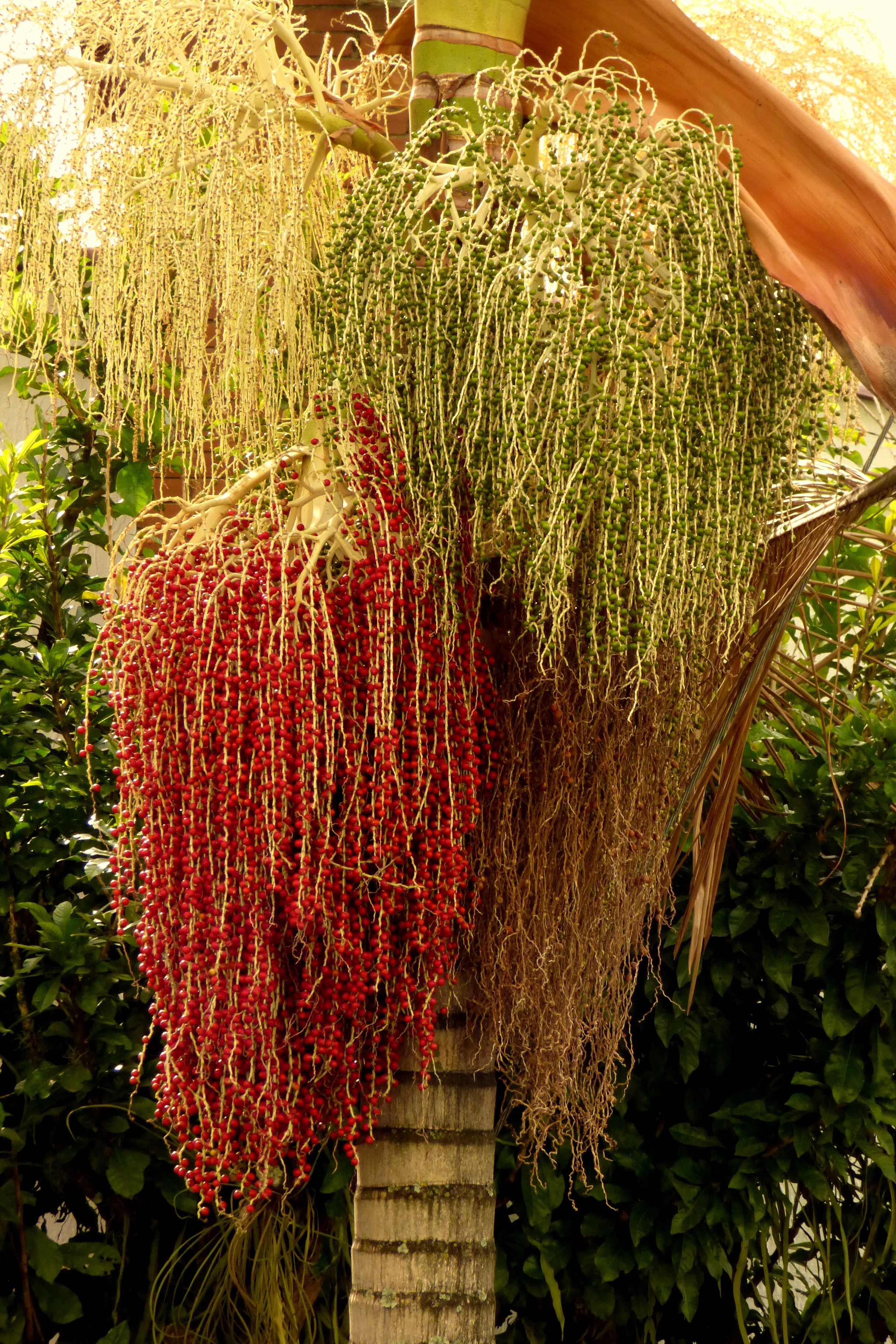
Archontophoenix alexandrae s bohatými plodenstvími

## Rozšíření
Rod zahrnuje 6 druhů a je rozšířen výhradně ve východní Austrálii od pobřežních oblastí severního Queenslandu po jižní pobřeží Nového Jižního Walesu. Většina druhů jsou endemity Queenslandu, kde rostou v tropickém pásmu. Do Nového Jižního Walesu zasahuje pouze druh Archontophoenix cunninghamiana, který zde dosahuje i teplých oblastí mírného pásu. Rozsáhlý areál má také Archontophoenix alexandrae a Archontophoenix tuckeri. Tyto tři uvedené druhy také rostou na široké škále různých stanovišť. Naproti tomu zbývající tři druhy jsou stenoendemity relativně nevelkých území.
Archontophoenix alexandrae je v severovýchodním Queenslandu nejběžnější palmou, která často tvoří dominantní a charakteristickou složku lesních porostů.
Padatlovníky rostou jako součást zapojených lesních porostů v oblastech s hojnými srážkami, v nadmořských výškách od nížin po 1200 metrů. Často se vyskytují ve vlhkých roklích, na březích vodních toků nebo okrajích mokřin. Nezřídka vytvářejí husté kolonie.

## Ekologické interakce
V Austrálii se na padatlovnících živí housenky drobného motýla Agonoxena phoenicia (Agonoxenidae). Pěstované rostliny využívají v tropické Asii jako alternativní živnou rostlinu housenky pohledného babočkovitého motýla Elymnias hypermnestra, v Americe bizarní housenky můry Acharia stimulea z čeledi slimákovcovití (Limacodiidae) a rovněž polyfágní babočky Brassolis sophorae.

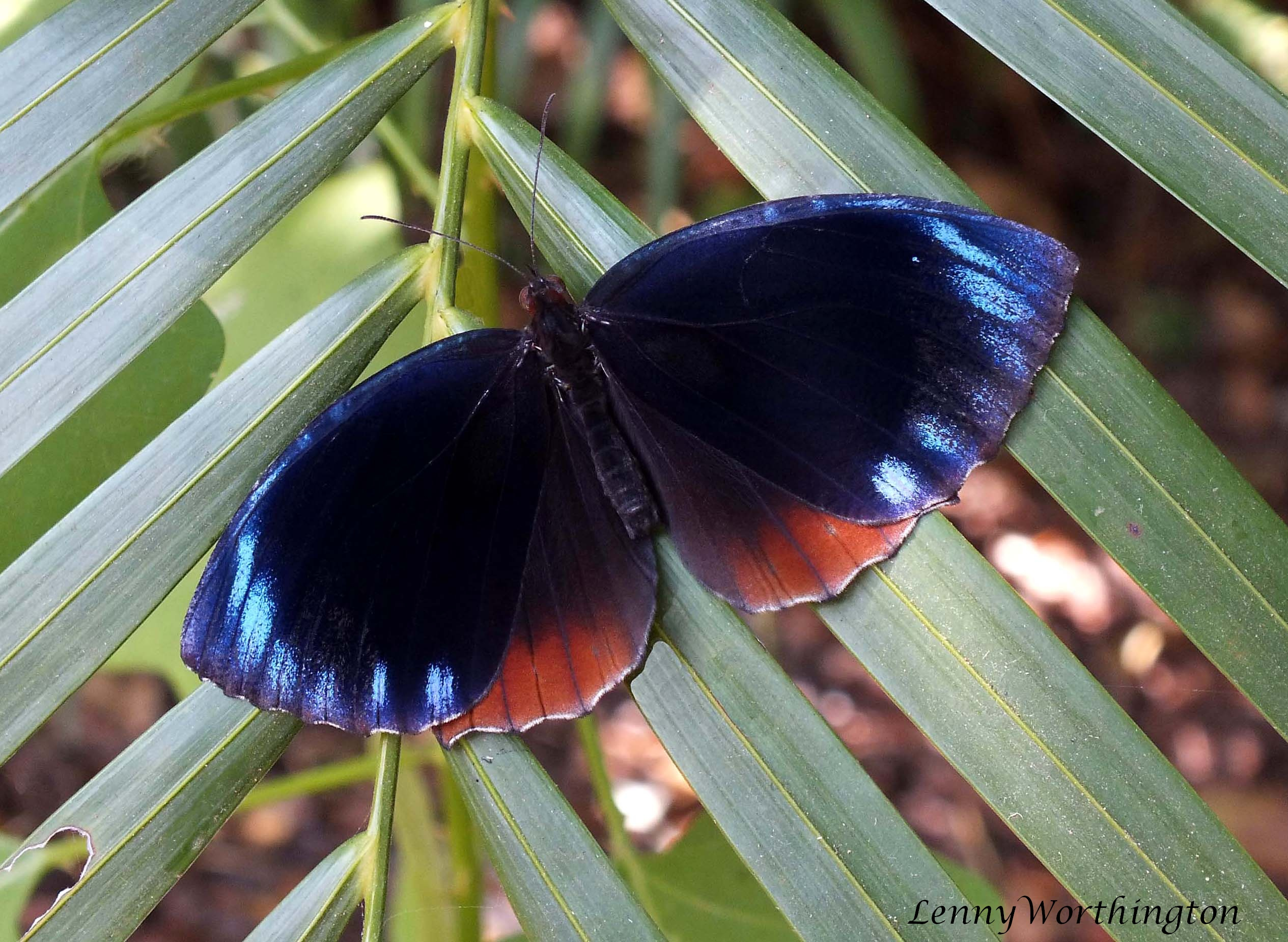
Babočkovitý motýl Elymnias hypermnestra
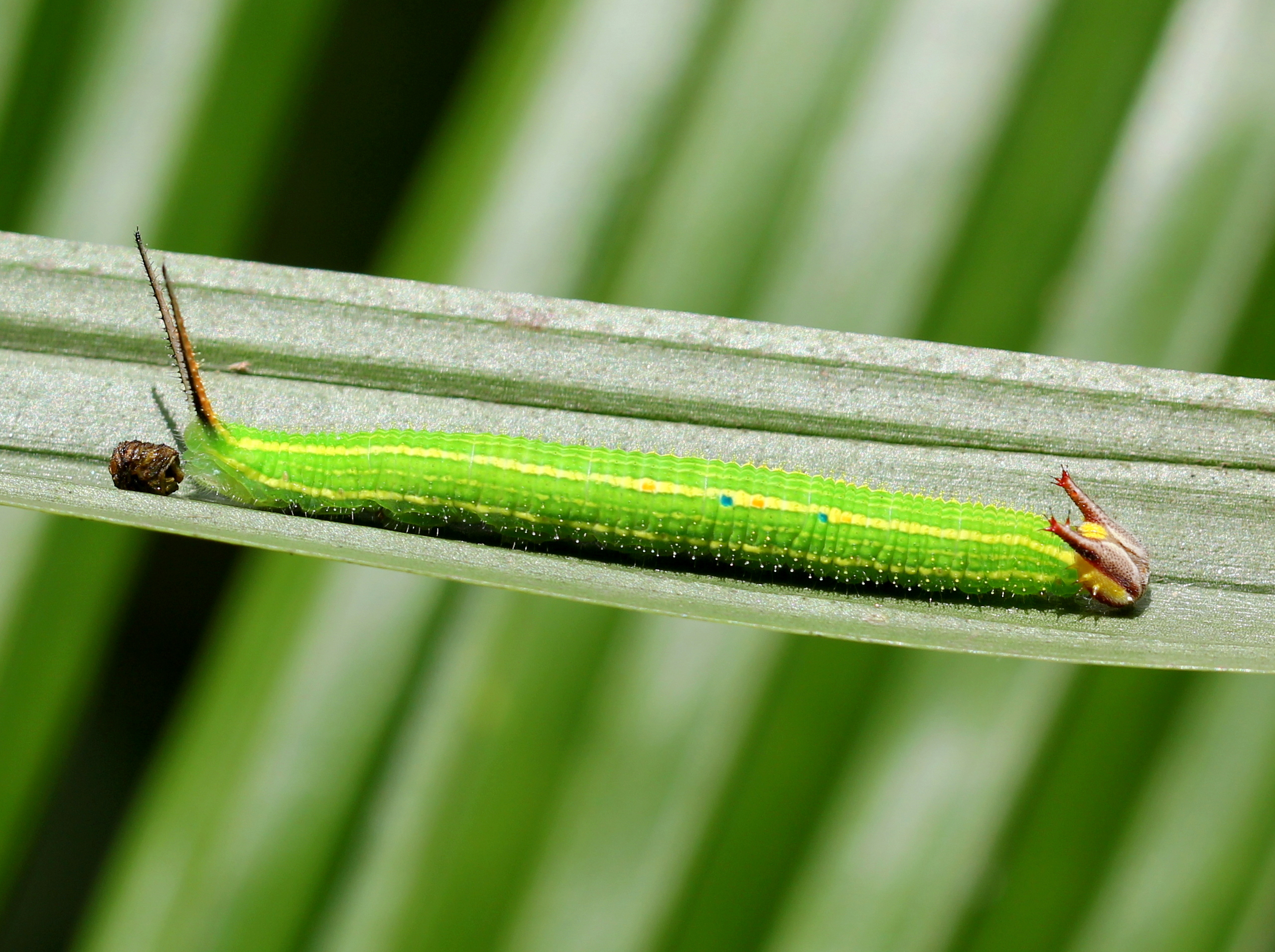
Housenka babočky Elymnias hypermnestra
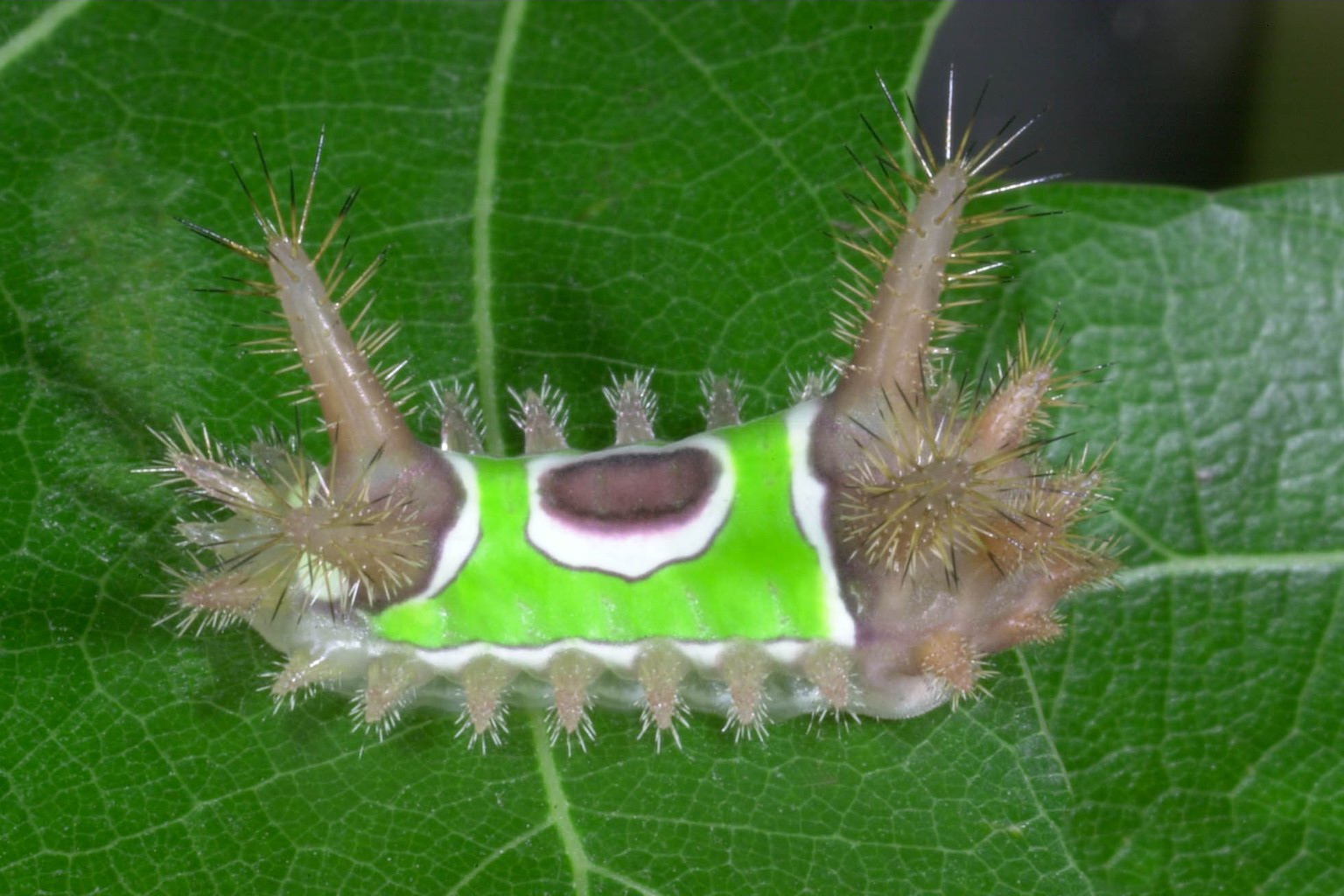
Housenka můry Acharia stimulea

## Taxonomie a etymologie
Rod Archontophoenix je v rámci čeledi Arecaceae řazen do podčeledi Arecoideae, tribu Areceae a subtribu Archontophoenicinae. Mezi nejblíže příbuzné rody náleží Chambeyronia (9 druhů na Nové Kaledonii) a monotypický rod Actinorhytis, rozšířený na Nové Guineji a Šalomounových ostrovech.
Rodový název Archontophoenix je odvozen z řeckého slova archon (panovník, řecký soudce) a phoinix (datlovník). Druh Archontophoenix alexandrae byl pojmenován na počest waleské princezny Alexandry Dánské. Druhové jméno Archontophoenix maxima se nevztahuje k výšce palmy, ale k rozměrům jejího květenství.

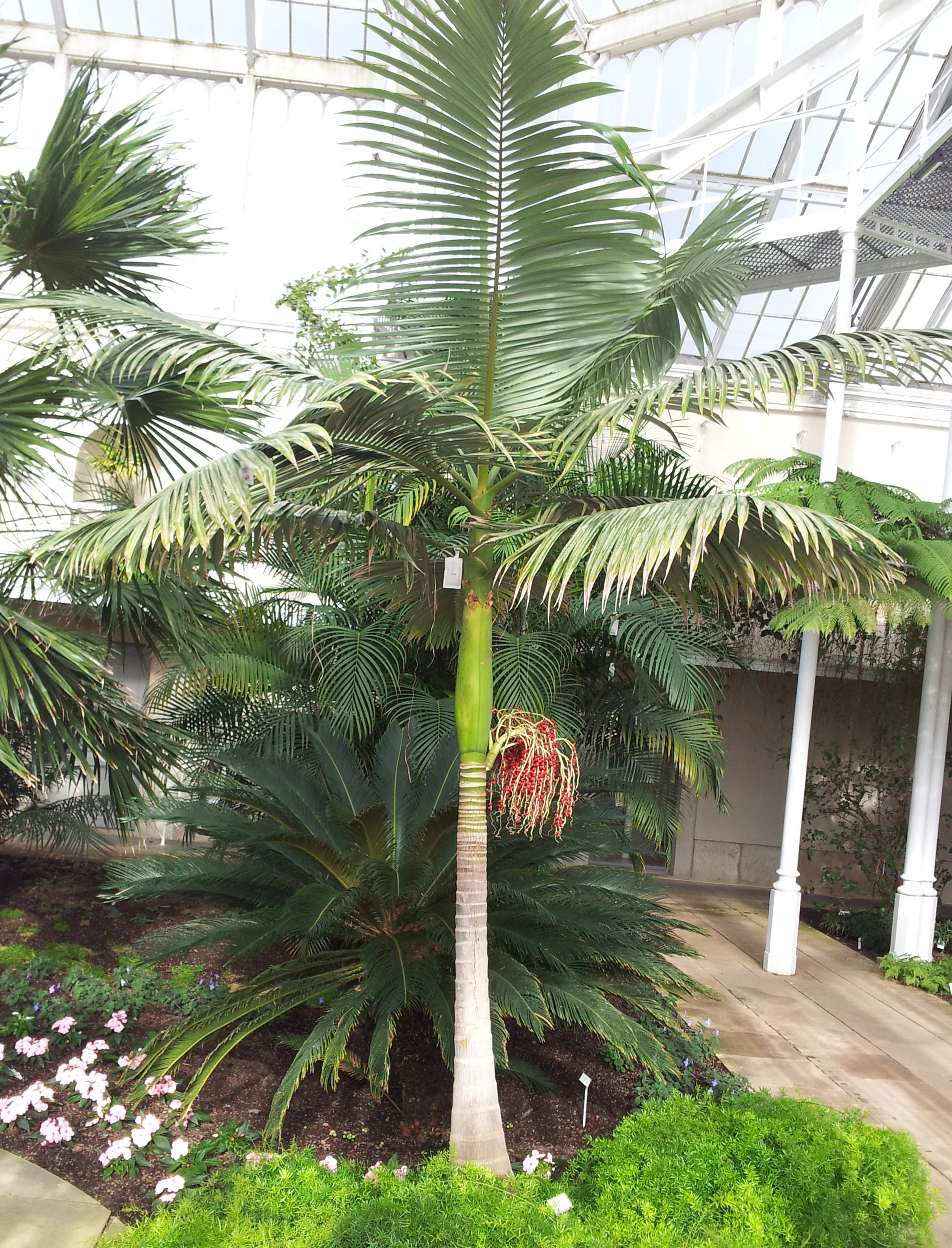
Archontophoenix cunninghamiana v drážďanském palmáriu

## Význam
Padatlovníky jsou velmi pohledné a přitom poměrně snadno pěstovatelné palmy, které jsou v tropech a subtropech často vysazovány jako okrasné rostliny. Množí se semeny, která poskytují i solitérně pěstovaní jedinci. Jednotlivé druhy se snadno navzájem kříží a potomstvo z kultury proto může být smíšené. Nejodolnějším druhem je Archontophoenix cunninghamiana, který může být pěstován i v subtropech a dokonce i v teplých oblastech mírného pásu. Nejběžněji je vysazován druh Archontophoenix alexandrae, který je považován za nejkrásnější palmu Austrálie.

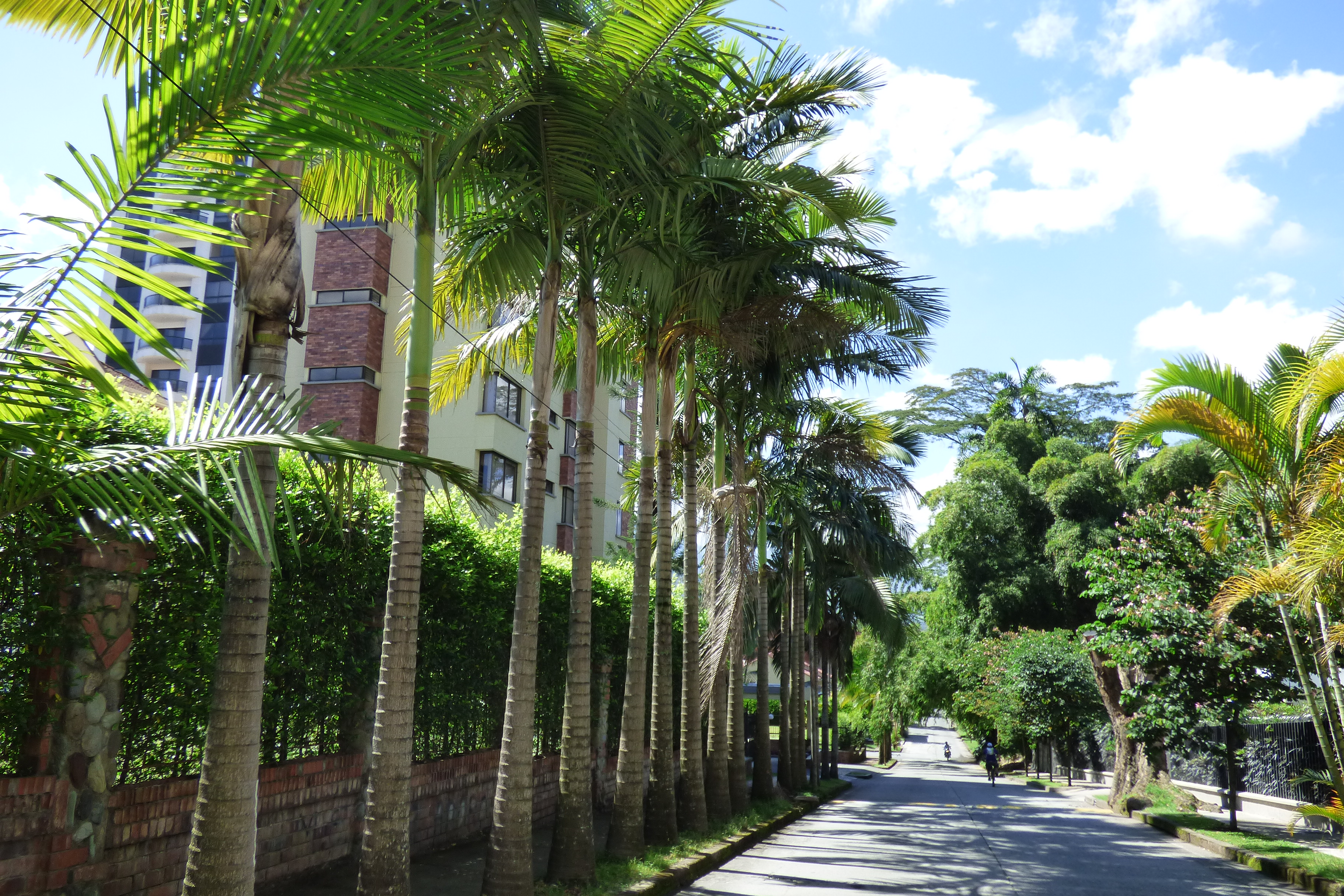
Stromořadí Archontophoenix alexandrae
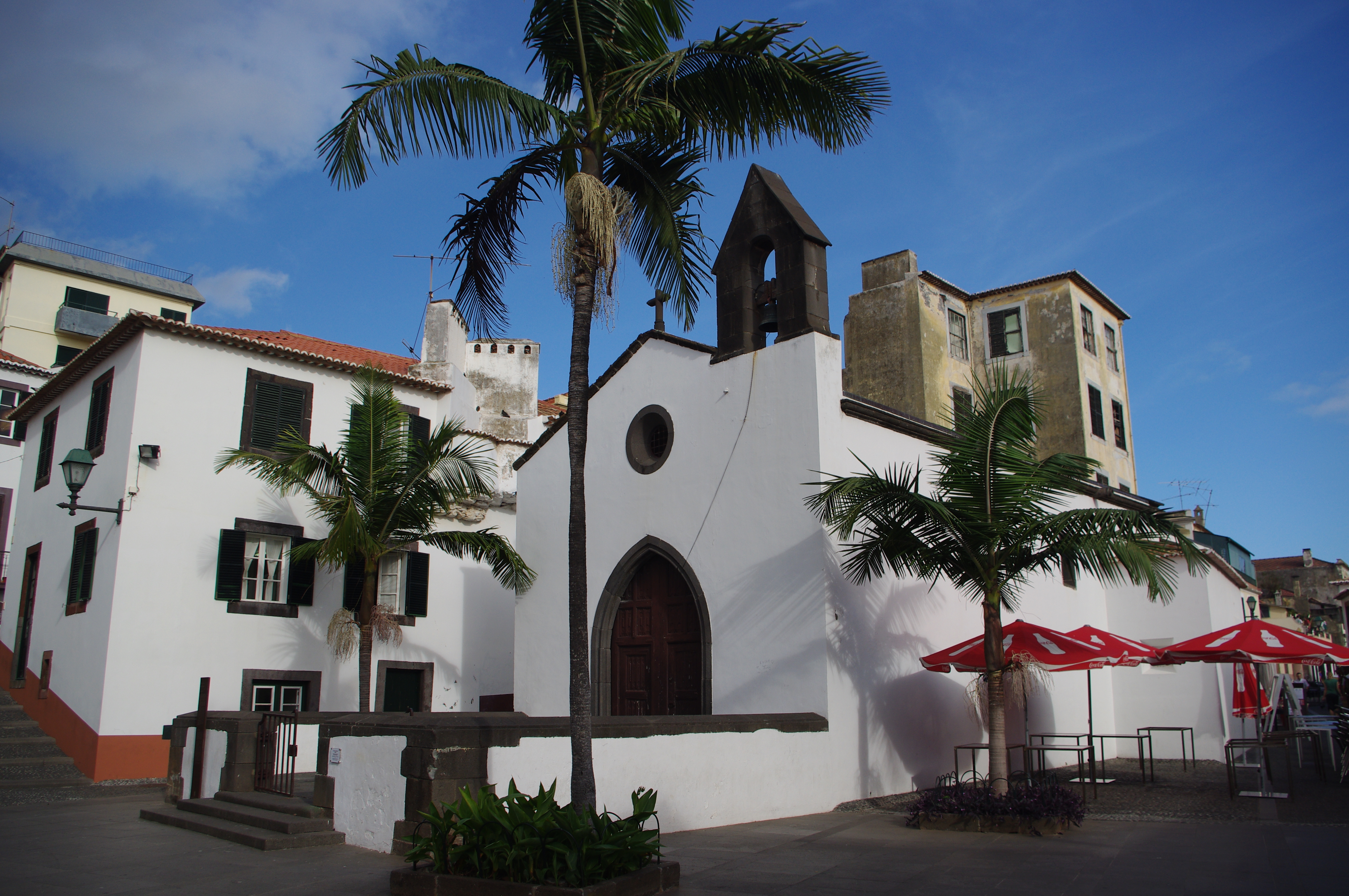
Archontophoenix cunninghamiana na Madeiře